# 朱谦之

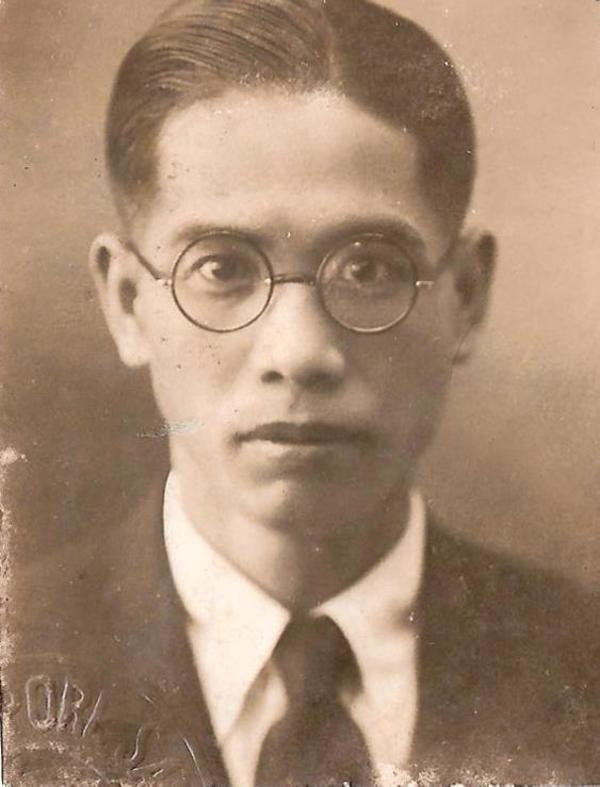

朱谦之（1899年11月17日—1972年）字牽情，福建福州市人。中国著名哲学家、历史学家。早年曾是无政府主义者，后期经过出家体验抛弃了过去虚无主义思想。1899年出生在一個醫生家庭。一生成果丰富，专著四十余部、论文百余篇，宗教学、历史哲学、日本学等领域，他在音乐史方面也有著作，还曾搜集整理中国戏曲方面的古籍资料，黄夏年称他为“百科全书学者”。学者张岱年评价他“为人正直，作风正派，不随波逐流，不随俗浮沉，正气凛然，令人敬佩”。　

## 生平
1899年11月17日（农历10月15日），朱谦之生于福州的一个世代以医生为业的家庭。父亲叫朱文熔，字伯丹，精通咽喉相关的医术，此外还是知识分子；母亲叫郑淑贞，据朱谦之所述，郑淑贞“女红之暇，多看书吟咏”，同时极为厌恶鬼神祷告之说，虽然郑淑贞在朱谦之三岁的时候就去世了，但朱谦之仍可能受到了母亲厌恶宗教的影响。
1907年，朱谦之进入自治小学就读，后又转学就读于明伦小学。1913年，朱谦之进入福建省立一中就读。1916年入北京高等師範學院，後轉讀北京大學哲學系。1920年10月，朱谦之与互助团的同志一道散发传单，期间好友毕瑞生被捕，朱所作的《中国无政府革命计划书》也被搜出。几日后，朱谦之主动自首，声明《中国无政府革命计划书》为其所作，毕瑞生当即被释放，而朱谦之被捕入狱。1921年到杭州兜率寺出家学佛，师从释太虚，后又在梁漱溟介绍下来到支那内学院向歐陽竟無请教，但没过多久又因不满佛门的与世隔绝而退出佛门。1923年應厦门大学之聘任講師。
1924年－1928年居杭州西湖，专心著述。1929年赴日本研究哲学。1932年出任广州中山大学教授。1933年－1951年，历任中山大学哲学系主任、历史系主任、文学院院长、文学研究院院长。1952年任北京大学哲学系教授。1964年任中国科学院哲学社会科学部研究员。
1972年因脑溢血逝世。

## 著作
- 《回忆》 现代书局 1928
- 《音乐的文学小史》 1925 上海泰乐图书局
- 《中国音乐文学史》 1935 商务印书馆
- 《革命哲学》 1921 泰东书局
- 《古学卮言》 1922 泰东书局
- 《歷史學派經濟學》 1933 商務印書館
- 《黑格尔的历史哲学》 1936 商务印书馆
- 《孔德的历史哲学》 1941 商务印书馆
- 《老子校释》 1958 龙门联合书店
- 《日本的朱子学》  1958  三联书店
- 《日本古学及阳明学》  1962 上海人民出版社
- 《哥伦布前一千年中国僧人发现美洲考》 北京大学学报 1962年第1期
- 《日本哲学史》 1964 三联书店
- 《中国哲学对欧洲的影响》  河北人民出版社  ISBN 7202025604
- 《老子校释》 1986 中华书局
- 《中国音乐文学史》 1989
- 《中国景教》 1993 人民出版社  ISBN 7-01-002626-2.

### 引用
1. ↑  张国义 2004，第15頁.
2. ↑  张国义 2004，第16頁.
3. ↑  梁捷 2010，第96頁; 张国义 2004，第20頁.
4. ↑  梁捷 2010，第96頁; 朱谦之 2006，第1頁; 张国义 2004，第22-23頁.